# Sankt Peders Kirke (Randers)
 For alternative betydninger, se Sankt Peders Kirke. (Se også artikler, som begynder med Sankt Peders Kirke)
Sankt Peders Kirke er en kirke i Sankt Peders Sogn i Randers.
Kirken er tegnet af arkitekterne Tage Olivarius og Claudius August Wiinholt og indviet i 1902.
- Elias Ølsgaards glasmosaik af Moses og Elias i sydskibet